# Diapetimorpha sphenos
Diapetimorpha sphenos là một loài tò vò trong họ Ichneumonidae.